# Asterina schimae
Asterina schimae är en svampart som beskrevs av Hosag., Jac. Thomas & P.J. Robin 2009. Asterina schimae ingår i släktet Asterina och familjen Asterinaceae.   Inga underarter finns listade i Catalogue of Life.